# Pępowo
Pępowo (deutsch Pempowo, 1939–1945 Waldeneck) ist ein Dorf und Sitz der gleichnamigen Landgemeinde in Polen. Der Ort liegt im Powiat Gostyński der Wojewodschaft Großpolen.

## Geschichte
Pępowo wurde erstmals 1136 schriftlich erwähnt, das Dorf gehörte damals zum Besitz des Bischofs von Gnesen. Zu dieser Zeit wurde wahrscheinlich die erste Andreaskirche gebaut.
1815–1848 gehörte Pępowo zum Großherzogtum Posen. Nach der Volkszählung von 1837 hatte das Dorf 164 Einwohner, die in 20 Häusern lebten. 1876 wurde das Anwesen an Adolph Hansemann verkauft, den Vater von Ferdinand Hansemann, der zusammen mit Hermann Kennemann und Heinrich von Tiedemann den Ostmarkenverein begründete. Bis zum Ende des Zweiten Weltkriegs war Pępowo im Besitz der Familie Oertzen.
1975–1988 gehörte Pępowo zur Woiwodschaft Leszno.

## Gemeinde

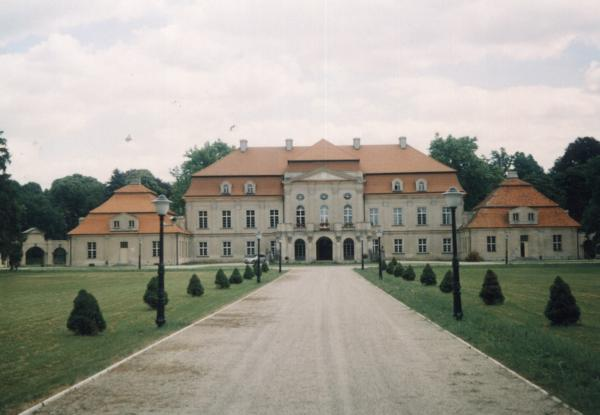
Schloss

Zur Landgemeinde Pępowo gehören 13 Ortsteile (deutsche Namen bis 1945) mit einem Schulzenamt:
| - Babkowice (Frauendorf) - Czeluścin (Czeluscin, 1939–1945 Deutschrode) - Gębice (Luckenau, 1939–1945 Deutschrode) - Kościuszkowo (Waldeck, 1939–1945 Deutschrode) - Krzekotowice - Krzyżanki (Krzyzanski, 1939–1945 Scharfeneck) - Ludwinowo (Ludwinowo, 1939–1945 Langmeil) | - Magdalenki (Magdalenowo, 1939–1945 Klein Huben) - Pasierby (Pasierby, 1939–1945 Waisenort) - Pępowo (Pempowo, 1939–1945 Waldeneck) - Siedlec (Siedlec, 1939–1945 Schädlitz) - Skoraszewice (Skoraszewice, 1939–1945 Baldenau) - Wilkonice |

Eine weitere Ortschaft der Gemeinde ist Czeluścinek.